# Glaucidium minutissimum
El mochuelo mínimo, mochuelo menor, mochuelo enano, caburé menor o caburé mínimo   (Glaucidium minutissimum) es una especie de búho de la familia Strigidae. La especie es nativa de México, América Central (Guatemala, Belice, Honduras, Nicaragua, Costa Rica, Panamá) y Sudamérica (Colombia, Bolivia, Perú, Brasil y Paraguay). Habita los bosques húmedos tropicales y subtropicales. No tiene subespecies reconocidas.